# Селидівська міська територіальна громада
Селидівська міська територіальна громада — територіальна громада в Україні, у Покровському районі Донецької області з адміністративним центром у місті Селидове.

## Загальна інформація
Площа території — 150,2 км², населення громади — 35 403 осіб (2020 р.).

## Населені пункти
До складу громади увійшли міста Селидове, Українськ, селища Вишневе, Цукурине, села Григорівка, Новоолексіївка, Петрівка, Пустинка та Юр'ївка.

## Історія
Створена у 2020 році, відповідно до розпорядження Кабінету Міністрів України № 721-р від 12 червня 2020 року «Про визначення адміністративних центрів та затвердження територій територіальних громад Донецької області», шляхом об'єднання територій та населених пунктів Селидівської міської ради (за винятком селища міського типу Комишівка) Донецької області, Української міської, Цукуринської селищної рад Селидівської міської ради Донецької області та Петрівської сільської ради Покровського району Донецької області.